# تشارلي تروتر
تشارلي تروتر (بالإنجليزية: Charlie Trotter)‏ هو صاحب مطعم وطاهي أمريكي، ولد في 8 سبتمبر 1959 في ويلميت في الولايات المتحدة، وتوفي في 5 نوفمبر 2013 في شيكاغو في الولايات المتحدة بسبب سكتة.

## وصلات خارجية
- الموقع الرسمي
- تشارلي تروتر على موقع IMDb (الإنجليزية)
- تشارلي تروتر على موقع إن إن دي بي (الإنجليزية)